# Oabius eugenus
Oabius eugenus är en mångfotingart som beskrevs av Chamberlin 1928. Oabius eugenus ingår i släktet Oabius och familjen stenkrypare. Inga underarter finns listade i Catalogue of Life.